# Corona d'Aragona
Corona d'Aragona (Corona Aragonensis) fu il nome dato all'insieme dei regni e territori soggetti alla giurisdizione dei sovrani d'Aragona dal 1134 al 1715.
Nata dall'unione dinastica tra il Regno d'Aragona e la Contea di Barcellona (poi come Principato di Catalogna), la Corona d'Aragona fu accresciuta nei secoli di altri territori: i regni di Maiorca, Valencia, Napoli, Sicilia, Sardegna, Contea di Provenza, nonché i ducati di Atene e di Neopatria.

## Storia

### L'unione dinastica tra il Regno d'Aragona e la Contea di Barcellona

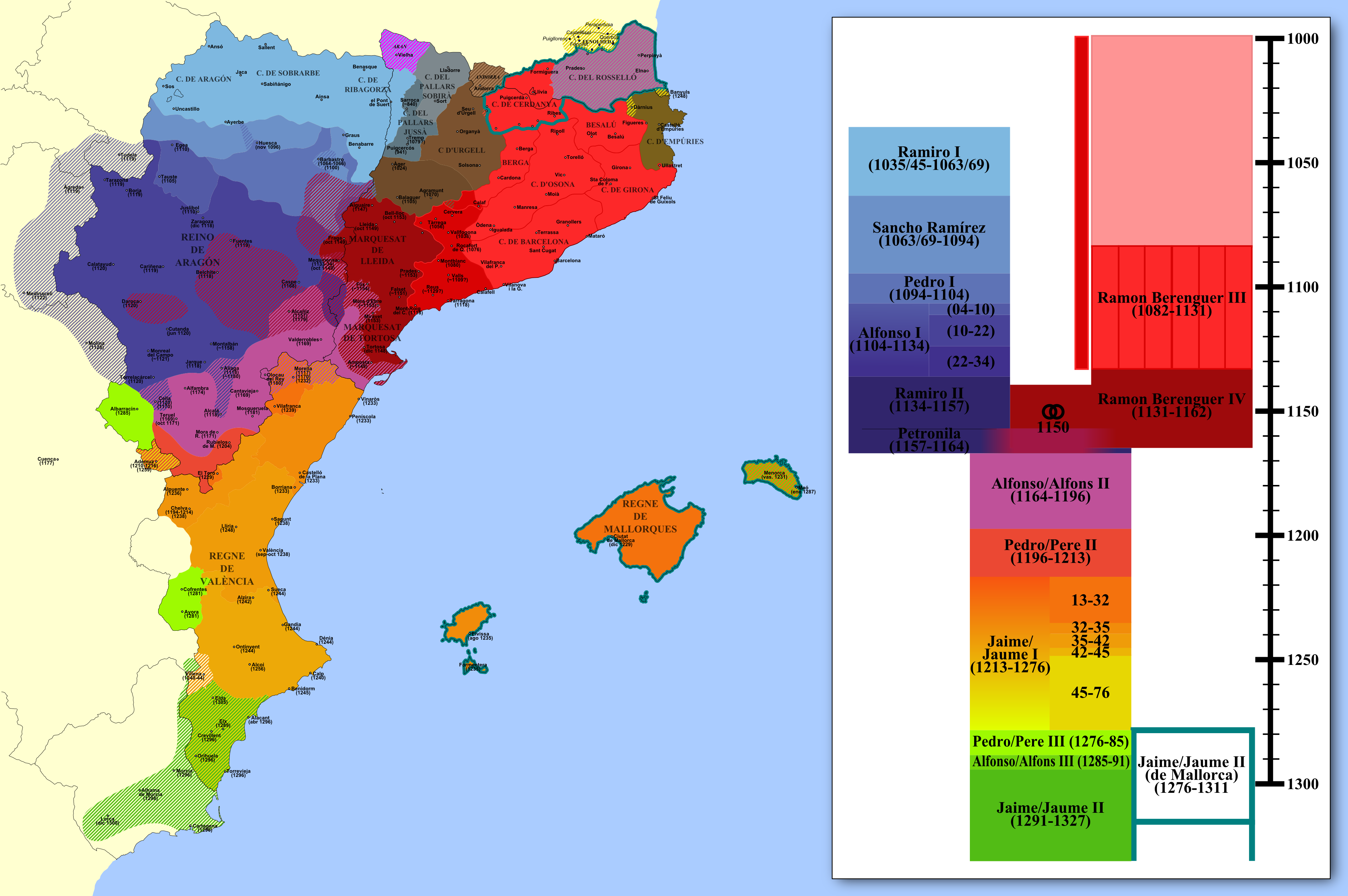
Riepilogo dell'espansione della Corona di Aragona nella penisola iberica.

L'unione dei territori della contea di Barcellona e del regno d'Aragona avvenne grazie al matrimonio di Ramon Berenguer IV, conte di Barcellona, con Petronilla d'Aragona (1137). Da quel momento i due territori, pur essendo autonomi, confluirono in unione personale nella figura dei re di Aragona e andarono a formare la cosiddetta "Corona d'Aragona". Il figlio di Ramon Berenguer IV e Petronilla, Alfonso II, ereditò entrambi i titoli, che furono assunti da tutti i suoi successori. Ciononostante l'unione personale comportò il rispetto delle istituzioni preesistenti e dei parlamenti di entrambi i territori.

### Espansione nel Mediterraneo
Dopo la perdita d'influenza della Corona d'Aragona in Occitania, a seguito della battaglia di Muret, il re Giacomo I detto il Conquistatore diede inizio nel XIII secolo all'espansione del regno verso il mar Mediterraneo e il levante peninsulare nell'ambito della Reconquista, riuscendo a strappare agli arabi Maiorca e buona parte dell'attuale Comunità Valenciana. Valencia fu dichiarata capitale di un neocostituito regno dallo stesso nome e dotata di proprie istituzioni, cosicché fu il terzo stato ad entrare nella Corona d'Aragona. L'isola di Maiorca, assieme alla Cerdagna, al Rossiglione e alla città di Montpellier, vennero ceduti a suo figlio Giacomo con il nome di regno di Maiorca, per poi essere reincorporati nel 1349.
Seguendo una strategia comune agli altri regni della penisola iberica i re d'Aragona dotarono i regni della Corona di leggi e fueros (consuetudini) proprie, al fine di limitare l'influenza della nobiltà e garantire una maggiore fedeltà alla monarchia.
L'espansione aragonese nel Mediterraneo accrebbe la Corona d'Aragona di nuovi territori: la Sicilia (1282), i Ducati di Atene (1311) e Neopatria (1319), e la Sardegna fra il 1323 e il 1326 (a cui seguì una lunga guerra contro il giudicato di Arborea), nonché, nel 1442, il Regno di Napoli. Data la lontananza geografica dall'Aragona, questi territori non vennero assoggettati a un governo centrale, bensì affidati alle élite locali. Nei possedimenti italiani il controllo aragonese fu quindi spesso nominale, di natura più economica che politica.
Nel 1410 il re Martino I morì senza discendenti: in seguito al Compromesso di Caspe, Ferdinando d'Antequera (della dinastia castigliana dei Trastámara) fu incoronato con il titolo di Ferdinando I d'Aragona. Più avanti suo nipote Ferdinando II riacquistò la Catalogna del Nord (fra cui anche il Rossiglione), che era passata alla Francia, e il Regno di Navarra, che pur essendosi da poco unito alla Corona d'Aragona era stato perso per via di dispute dinastiche interne. 

### Unione dinastica con la Corona di Castiglia
Ferdinando II sposò nel 1469 l'infanta Isabella di Castiglia, creando i presupposti per la futura unione dei due regni. Tuttavia, all'epoca, sia la Castiglia che l'Aragona rimasero entità statuali autonome, ciascuno dotato di proprie istituzioni, parlamenti e leggi tradizionali.

### Dagli Asburgo alla fine della Corona d'Aragona
La Corona d'Aragona e quella di Castiglia passarono successivamente agli Asburgo (Carlo V di Spagna, detto Carlo I in Aragona, era nipote dei Re cattolici), che le riunirono sotto la Corona di Spagna (anche in questo caso le istituzioni delle due Corone, rimaste distinte, non persero la propria validità). All'estinzione della linea degli Asburgo di Spagna (1700), anche la Corona d'Aragona rimase senza titolari. Scoppiò quindi la guerra di successione spagnola (1701-1714), che vide la vittoria del pretendente borbonico, Filippo d'Angiò, salito al trono con il nome di Filippo V di Spagna.
Appena consolidato il proprio potere Filippo V trasformò la Spagna in una monarchia centralizzata ed emanò i decreti di Nueva Planta, per effetto dei quali le terre della Corona d'Aragona (che si erano schierate a favore dell'altro pretendente al trono durante la guerra di successione) vennero private di tutte le istituzioni e legislazioni tradizionali per essere sottomesse ad un'amministrazione spagnola unita. A partire da questo momento la Corona d'Aragona cessò formalmente di esistere.

## Araldica: iPali d'Aragona

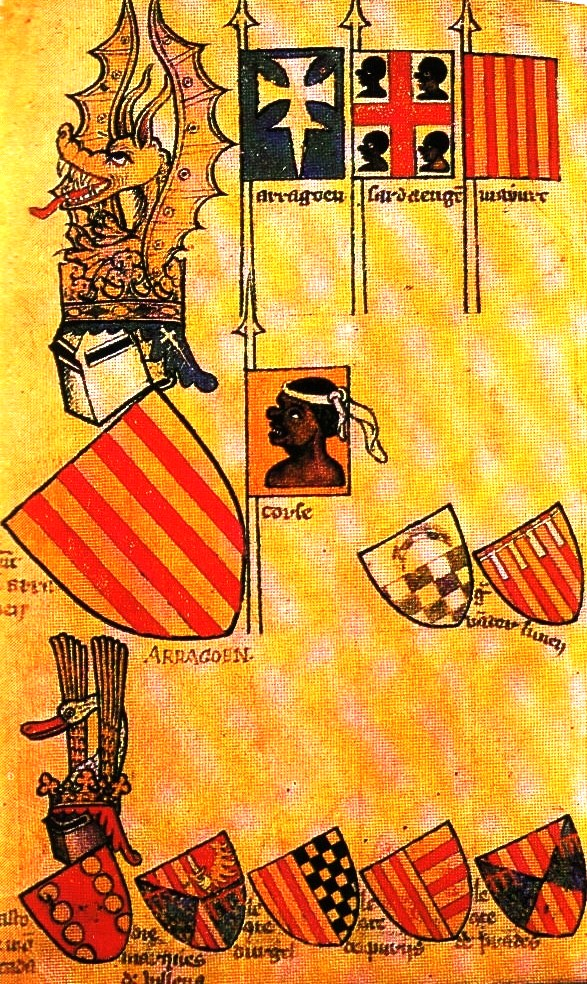
Stemmi degli stati facenti parte della Corona d'Aragona

Le "Barre d'Aragona", o più correttamente i "Pali d'Aragona" (in spagnolo Barras de Aragón) sono l'antico simbolo araldico del casato dei Re d'Aragona. In catalano vengono chiamati els quatre pals ("i quattro pali") che formano la senyera reial.
Sono quattro frange verticali rosse su fondo dorato o giallo. La descrizione corretta in araldica è: d'oro, a quattro pali di rosso.

## Capitale
A partire da Pietro II, la casa della corona fu la cattedrale del Salvatore di Saragozza (XII secolo). Il parlamento utilizzato per le assemblee era quello di Monzón (dal XIII al XVI secolo), mentre i restanti incontri avvenivano presso Fraga, Saragozza, Calatayud e Tarazona. Le sedi del consiglio furono Barcellona (dal XIII al XVI secolo) e Napoli durante il regno di Alfonso V.
D'altro canto, l'Archivio Generale della Corona d'Aragona, che era il deposito ufficiale della documentazione reale della casata dal regno di Alfonso II (XII secolo), aveva sede nel Monastero di Santa María de Sigena, almeno fino al 1301 (anno in cui fu trasferito a Barcellona).
Nei primi anni del XV secolo, fino all'ascesa al trono di Alfonso V, la capitale de facto era Valencia. Nel corso del XV-XVI secolo la capitale de facto della Corona era Napoli: dopo Alfonso V d'Aragona, anche Ferdinando II d'Aragona stabilì la capitale a Napoli. Alfonso, in particolare, volle trasformare la città in una vera capitale del Mediterraneo, prodigando anche ingenti somme per abbellirla ulteriormente. Più tardi le corti furono itineranti fino a Filippo II di Spagna.
Lo storico spagnolo Domingo Buesa Conde sostiene la tesi che Saragozza dovrebbe essere considerata la capitale politica permanente, ma non economica o amministrativa, a causa dell'obbligo dei re di essere incoronati alla Cattedrale del Salvatore di Saragozza.

## I territori e i regnanti della Corona d'Aragona
| Dinastia                          | Regno d'Aragona | Principato di Catalogna | Regno di Valenza | Regno di Maiorca | Regno di Sardegna                                                                               | Regno di Sicilia                                                                                | Regno di Napoli                                                                                 |                                                                                                 |
| --------------------------------- | --- | --- | --- | --- | ----------------------------------------------------------------------------------------------- | ----------------------------------------------------------------------------------------------- | ----------------------------------------------------------------------------------------------- | ----------------------------------------------------------------------------------------------- |
| Casa d'Aragona (Barcellona)       | Ramon Berenguer IV e Petronilla d'Aragona (1137-1164) | Ramon Berenguer IV e Petronilla d'Aragona (1137-1164) | | |                                                                                                 |                                                                                                 |                                                                                                 |                                                                                                 |
| Casa d'Aragona (Barcellona)       | Alfonso II d'Aragona (1164-1196) | | | |                                                                                                 |                                                                                                 |                                                                                                 |                                                                                                 |
| Casa d'Aragona (Barcellona)       | Pietro II di Aragona (1196-1213) | | | |                                                                                                 |                                                                                                 |                                                                                                 |                                                                                                 |
| Casa d'Aragona (Barcellona)       | Giacomo I d'Aragona (1213-1276) | | | |                                                                                                 |                                                                                                 |                                                                                                 |                                                                                                 |
| Casa d'Aragona (Barcellona)       | Pietro III di Aragona (1276-1285) | Pietro III di Aragona (1276-1285) | Pietro III di Aragona (1276-1285) | Giacomo II di Maiorca (1276-1285) |                                                                                                 |                                                                                                 |                                                                                                 |                                                                                                 |
| Casa d'Aragona (Barcellona)       | Alfonso III di Aragona (1285-1291) | | | |                                                                                                 |                                                                                                 |                                                                                                 |                                                                                                 |
| Casa d'Aragona (Barcellona)       | Giacomo II di Aragona (1291-1327) | Giacomo II di Aragona (1291-1327) | Giacomo II di Aragona (1291-1327) | (1291-1295) |                                                                                                 | (1285-1295)                                                                                     |                                                                                                 |                                                                                                 |
| Casa d'Aragona (Barcellona)       | Giacomo II di Aragona (1291-1327) | Giacomo II di Aragona (1291-1327) | Giacomo II di Aragona (1291-1327) | Giacomo II di Maiorca (1295-1311) | Federico III di Sicilia (1295-1337)                                                             |                                                                                                 |                                                                                                 |                                                                                                 |
| Casa d'Aragona (Barcellona)       | Giacomo II di Aragona (1291-1327) | Giacomo II di Aragona (1291-1327) | Giacomo II di Aragona (1291-1327) | Sancho I di Maiorca (1311-1324) | Federico III di Sicilia (1295-1337)                                                             |                                                                                                 |                                                                                                 |                                                                                                 |
| Casa d'Aragona (Barcellona)       | Alfonso IV di Aragona (1327-1336) | Alfonso IV di Aragona (1327-1336) | Alfonso IV di Aragona (1327-1336) | Giacomo III di Maiorca (1324-1343/1346) | Federico III di Sicilia (1295-1337)                                                             |                                                                                                 |                                                                                                 |                                                                                                 |
| Casa d'Aragona (Barcellona)       | Pietro IV di Aragona (1336-1387) | Pietro IV di Aragona (1336-1387) | Pietro IV di Aragona (1336-1387) | Pietro IV di Aragona (1336-1387) | Pietro IV di Aragona (1336-1387)                                                                | Pietro II di Sicilia (1337-1342)                                                                |                                                                                                 |                                                                                                 |
| Casa d'Aragona (Barcellona)       | Pietro IV di Aragona (1336-1387) | Pietro IV di Aragona (1336-1387) | Pietro IV di Aragona (1336-1387) | Pietro IV di Aragona (1336-1387) | Pietro IV di Aragona (1336-1387)                                                                | Ludovico di Sicilia (1342 - 1355)                                                               |                                                                                                 |                                                                                                 |
| Casa d'Aragona (Barcellona)       | Pietro IV di Aragona (1336-1387) | Pietro IV di Aragona (1336-1387) | Pietro IV di Aragona (1336-1387) | Pietro IV di Aragona (1336-1387) | Pietro IV di Aragona (1336-1387)                                                                | Federico IV di Sicilia (1355-1377)                                                              |                                                                                                 |                                                                                                 |
| Casa d'Aragona (Barcellona)       | Pietro IV di Aragona (1336-1387) | Pietro IV di Aragona (1336-1387) | Pietro IV di Aragona (1336-1387) | Pietro IV di Aragona (1336-1387) | Pietro IV di Aragona (1336-1387)                                                                | Maria di Sicilia (1377–1401)                                                                    |                                                                                                 |                                                                                                 |
| Casa d'Aragona (Barcellona)       | Giovanni I di Aragona (1387-1396) | | | |                                                                                                 |                                                                                                 |                                                                                                 |                                                                                                 |
| Casa d'Aragona (Barcellona)       | Martino I di Sicilia, il Giovane (1395-1409) | | | |                                                                                                 |                                                                                                 |                                                                                                 |                                                                                                 |
| Casa d'Aragona (Barcellona)       | Martino I di Aragona o l'Ecclesiastico (1396-1410) | | | |                                                                                                 |                                                                                                 |                                                                                                 |                                                                                                 |
| Interregno - Compromesso di Caspe | | | | |                                                                                                 |                                                                                                 |                                                                                                 |                                                                                                 |
| Casa di Trastámara                | Ferdinando I di Aragona (1412-1416) | Ferdinando I di Aragona (1412-1416) | Ferdinando I di Aragona (1412-1416) | Ferdinando I di Aragona (1412-1416) | Ferdinando I di Aragona (1412-1416)                                                             | Ferdinando I di Aragona (1412-1416)                                                             |                                                                                                 |                                                                                                 |
| Casa di Trastámara                | Alfonso V d'Aragona (1416-1458) | | | |                                                                                                 |                                                                                                 |                                                                                                 |                                                                                                 |
| Casa di Trastámara                | Giovanni II di Aragona (1458 - 1479) | Giovanni II di Aragona (1458 - 1479) | Giovanni II di Aragona (1458 - 1479) | Giovanni II di Aragona (1458 - 1479) | Giovanni II di Aragona (1458 - 1479)                                                            | Giovanni II di Aragona (1458 - 1479)                                                            | Ferdinando I di Napoli, Ferrante (1458-1494)                                                    |                                                                                                 |
| Casa di Trastámara                | Ferdinando II di Aragona (1479-1516) | | | |                                                                                                 |                                                                                                 | Ferdinando I di Napoli, Ferrante (1458-1494)                                                    |                                                                                                 |
| Casa di Trastámara                | Alfonso II di Napoli, (1494-1495) | | | |                                                                                                 |                                                                                                 |                                                                                                 |                                                                                                 |
| Casa di Trastámara                | Ferdinando II di Napoli, Ferrandino (1495-1496) | | | |                                                                                                 |                                                                                                 |                                                                                                 |                                                                                                 |
| Casa di Trastámara                | Federico I di Napoli (1496-1501) | | | |                                                                                                 |                                                                                                 |                                                                                                 |                                                                                                 |
| Casa di Trastámara                | | | | |                                                                                                 |                                                                                                 |                                                                                                 |                                                                                                 |
| Casa di Trastámara                | (1504–1516) | | | |                                                                                                 |                                                                                                 |                                                                                                 |                                                                                                 |
| Casa d'Asburgo                    | Carlo I d'Aragona (1516-1556) | Carlo I d'Aragona (1516-1556) | Carlo I d'Aragona (1516-1556) | Carlo I d'Aragona (1516-1556) | Carlo I d'Aragona (1516-1556)                                                                   | Carlo I d'Aragona (1516-1556)                                                                   | Carlo I d'Aragona (1516-1556)                                                                   |                                                                                                 |
| Casa d'Asburgo                    | Filippo I d'Aragona (1556-1598) | | | |                                                                                                 |                                                                                                 |                                                                                                 |                                                                                                 |
| Casa d'Asburgo                    | Filippo II d'Aragona (1598-1621) | | | |                                                                                                 |                                                                                                 |                                                                                                 |                                                                                                 |
| Casa d'Asburgo                    | Filippo III d'Aragona (1621-1665) | | | |                                                                                                 |                                                                                                 |                                                                                                 |                                                                                                 |
| Casa d'Asburgo                    | Carlo II d'Aragona (1665-1700) | | | |                                                                                                 |                                                                                                 |                                                                                                 |                                                                                                 |
| Estinzione della Corona d'Aragona | Guerra di successione spagnola tra Filippo d'Angiò e l'arciduca Carlo d'Asburgo (1702-1715) | Guerra di successione spagnola tra Filippo d'Angiò e l'arciduca Carlo d'Asburgo (1702-1715) | Guerra di successione spagnola tra Filippo d'Angiò e l'arciduca Carlo d'Asburgo (1702-1715) | Guerra di successione spagnola tra Filippo d'Angiò e l'arciduca Carlo d'Asburgo (1702-1715) | Guerra di successione spagnola tra Filippo d'Angiò e l'arciduca Carlo d'Asburgo (1702-1715)     | Guerra di successione spagnola tra Filippo d'Angiò e l'arciduca Carlo d'Asburgo (1702-1715)     | Guerra di successione spagnola tra Filippo d'Angiò e l'arciduca Carlo d'Asburgo (1702-1715)     |                                                                                                 |
| Estinzione della Corona d'Aragona | Filippo V di Spagna (1700-1746). Le istituzioni, leggi e consuetudini dei territori della Corona d'Aragona vengono aboliti dai decreti di Nueva Planta e i territori passano sotto la legislazione del regno di Castiglia | Filippo V di Spagna (1700-1746). Le istituzioni, leggi e consuetudini dei territori della Corona d'Aragona vengono aboliti dai decreti di Nueva Planta e i territori passano sotto la legislazione del regno di Castiglia | Filippo V di Spagna (1700-1746). Le istituzioni, leggi e consuetudini dei territori della Corona d'Aragona vengono aboliti dai decreti di Nueva Planta e i territori passano sotto la legislazione del regno di Castiglia | Filippo V di Spagna (1700-1746). Le istituzioni, leggi e consuetudini dei territori della Corona d'Aragona vengono aboliti dai decreti di Nueva Planta e i territori passano sotto la legislazione del regno di Castiglia | Carlo VI del S.R.I. (in Sardegna fino al 1720, in Sicilia fino al 1734 e a Napoli fino al 1735) | Carlo VI del S.R.I. (in Sardegna fino al 1720, in Sicilia fino al 1734 e a Napoli fino al 1735) | Carlo VI del S.R.I. (in Sardegna fino al 1720, in Sicilia fino al 1734 e a Napoli fino al 1735) | Carlo VI del S.R.I. (in Sardegna fino al 1720, in Sicilia fino al 1734 e a Napoli fino al 1735) |

La Corona era costituita dai seguenti territori, ora parte di Spagna, Francia, Italia, Grecia, Malta e Andorra:
| Nome                                                        | Tipo d'entità                          | Note | Prima annessione | Stato attuale  |
| ----------------------------------------------------------- | -------------------------------------- | --- | ---------------- | -------------- |
| Andorra                                                     | Co-principato                          | Brevemente annessa alla Corona d'Aragona nel 1396 e poi nuovamente nel 1512 | 1396             | Andorra        |
| Aragona (Aragón)                                            | Regno                                  | Unitasi alla Contea di Barcellona nel 1162 per formare la Corona | 1162             | Spagna         |
| Atene (Atenes)                                              | Ducato                                 | Ereditato attraverso il Regno di Sicilia nel 1381; perso nel 1388 | 1381             | Grecia         |
| Catalogna (Catalunya), originalmente Barcellona (Barcelona) | Principato, originariamente una contea | Unitasi con Aragona in 1162 per formare la Corona. Tra il XII e il XIV secolo la Contea di Barcellona svilupparono istituzioni e legislazioni comuni con il resto delle contee catalane, come gli Usatici di Barcellona, le Corti catalane e le Generalità, creando il Principato di Catalogna come entità politica. | 1162             | Spagna Francia |
| Gévaudan (Gavaldà)                                          | Contea                                 | Ereditata nel 1166 da Alfonso II; persa nel 1307 | 1166             | Francia        |
| Maiorca (Mallorca)                                          | Regno                                  | Istituito nel 1231 da Giacomo I, incluso il Rossiglione (Rosselló) e Montpellier (Montpeller), come parte della Corona | 1231             | Spagna Francia |
| Napoli (Nàpols)                                             | Regno                                  | Conquistato nel 1442 da Alfonso V re di Trinacria, Sardegna e Aragona (che assunse il titolo di Rex Utriusque Siciliae e unificò anche formalmente i due regni di Napoli e di Sicilia) che lo strappò ai Valois; divenuto brevemente indipendente, fu di nuovo conteso dal Re di Francia Luigi XIII e riconquistato dalla Spagna durante la guerra d'Italia del 1499-1504 ed infine perso permanentemente nel 1714 dopo la guerra di successione spagnola | 1442             | Italia         |
| Neopatria (Neopàtria)                                       | Ducato                                 | Ereditato attraverso il Regno di Sicilia nel 1381; perso nel 1390 | 1381             | Grecia         |
| Provenza (Provença)                                         | Contea                                 | Ereditata insieme alla contea di Barcellona nel 1162 | 1162             | Francia        |
| Sardegna (Sardenya)                                         | Regno                                  | Nel 1297 il papa Bonifacio VIII creò ex novo questo regno e lo affidò come feudo al re di Aragona Giacomo II, ignorando che esisteva già uno stato indigeno; la conquista aragonese dell'isola non iniziò, tuttavia, che al 1324 e venne completata solo nel 1420. Il Regno venne perso nel 1714 quando, al termine della disfatta franco-spagnola nella guerra di successione spagnola, fu ceduto, insieme ai Paesi Bassi spagnoli, al Regno di Napoli, al Ducato di Milano e allo Stato dei Presidi in Toscana, all'Austria di Carlo VI d'Asburgo. La Sardegna venne brevemente riconquistata dagli spagnoli nel 1717, ma con il Trattato dell'Aia (1720) l'Impero spagnolo, uscito sconfitto anche dalla guerra della Quadruplice Alleanza (in un certo senso unicamente un seguito della guerra di successione spagnola), perse definitivamente tutti i suoi territori in Italia e nei Paesi Bassi; il trattato dispose inoltre che la Sicilia fosse assegnata all'Austria, anziché rimanere a Vittorio Amedeo II di Savoia, al quale fu assegnata in cambio la Sardegna, cosicché Vittorio Amedeo divenne "re di Sardegna". | 1324             | Italia         |
| Sicilia (Sicília)                                           | Regno                                  | Governata come un regno indipendente da parenti o membri di rami cadetti della Casa d'Aragona dal 1282 al 1409; poi aggiunta permanentemente alla Corona; persa nel 1713 | 1282             | Italia Malta   |
| Valencia (València)                                         | Regno                                  | Istituito nel 1238, come parte della Corona, in seguito alla conquista della Taifa di Valencia | 1238             | Spagna         |
| Corsica (Còrsega)                                           | Regno                                  | Ufficialmente parte integrante del Regno di Sardegna, non fu tuttavia mai conquistata né tantomento controllata dagli aragonesi o, in seguito, dagli spagnoli | -                | Francia        |